# (12755) Balmer
(12755) Balmer  es un asteroide perteneciente al cinturón de asteroides, descubierto el 20 de julio de 1993 por Eric Walter Elst desde el Observatorio de La Silla, en Chile.

## Designación y nombre
Balmer se designó inicialmente como 1993 OS10.
Más adelante fue nombrado en honor al matemático y físico suizo Johann Jakob Balmer (1825-1898).

## Características orbitales
Balmer orbita a una distancia media del Sol de 2,7245 ua, pudiendo acercarse hasta 2,6560 ua y alejarse hasta 2,7931 ua. Tiene una excentricidad de 0,0251 y una inclinación orbital de 4,0345° grados. Emplea en completar una órbita alrededor del Sol 1642 días.

## Características físicas
Su magnitud absoluta es 13,7. Tiene 9,356 km de diámetro. Su albedo se estima en 0,080. El valor de su periodo de rotación es de 6,593 h.